# Halbinsel Reddevitz

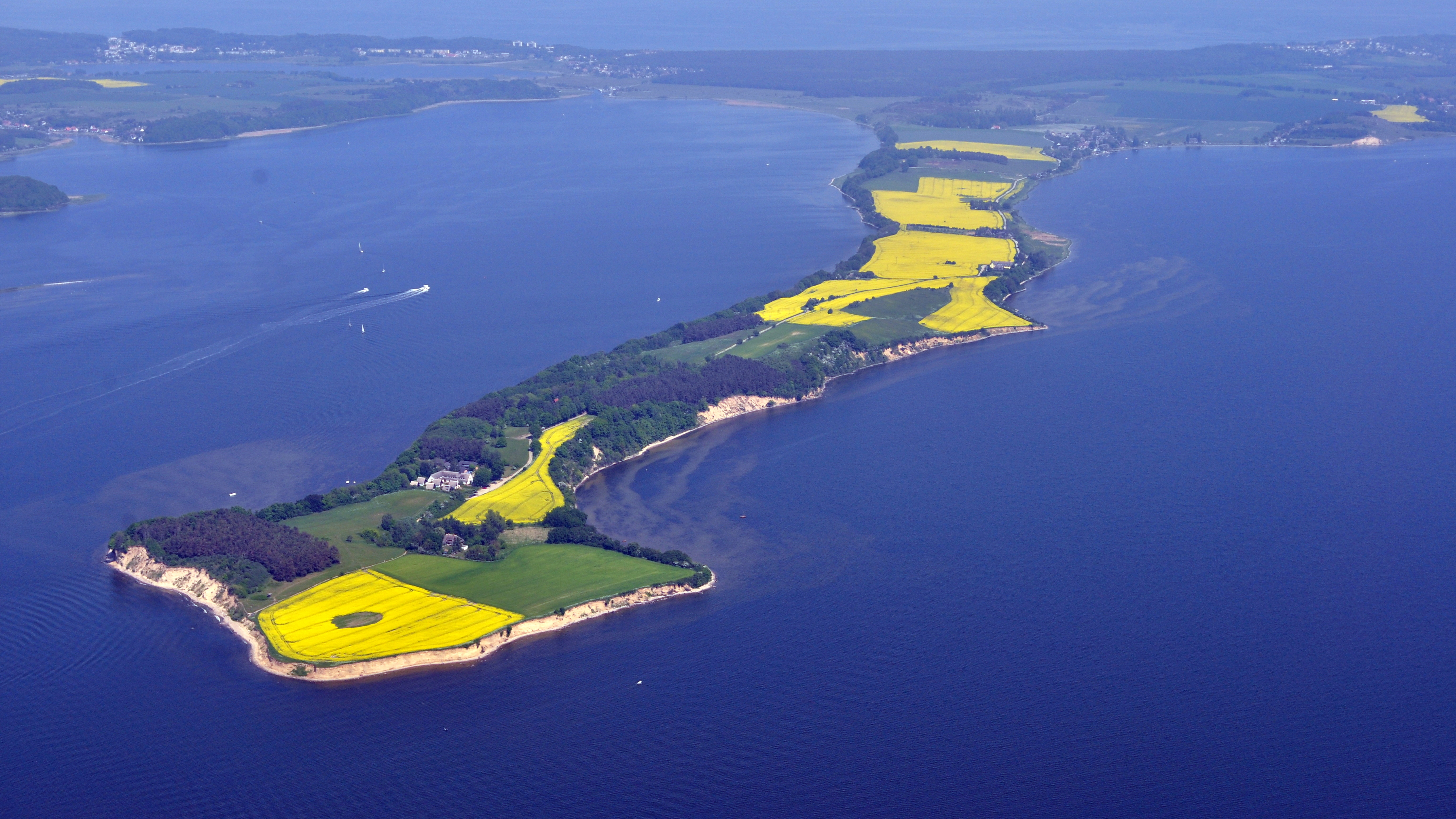
Halbinsel Reddevitz, Blick Richtung Nordost

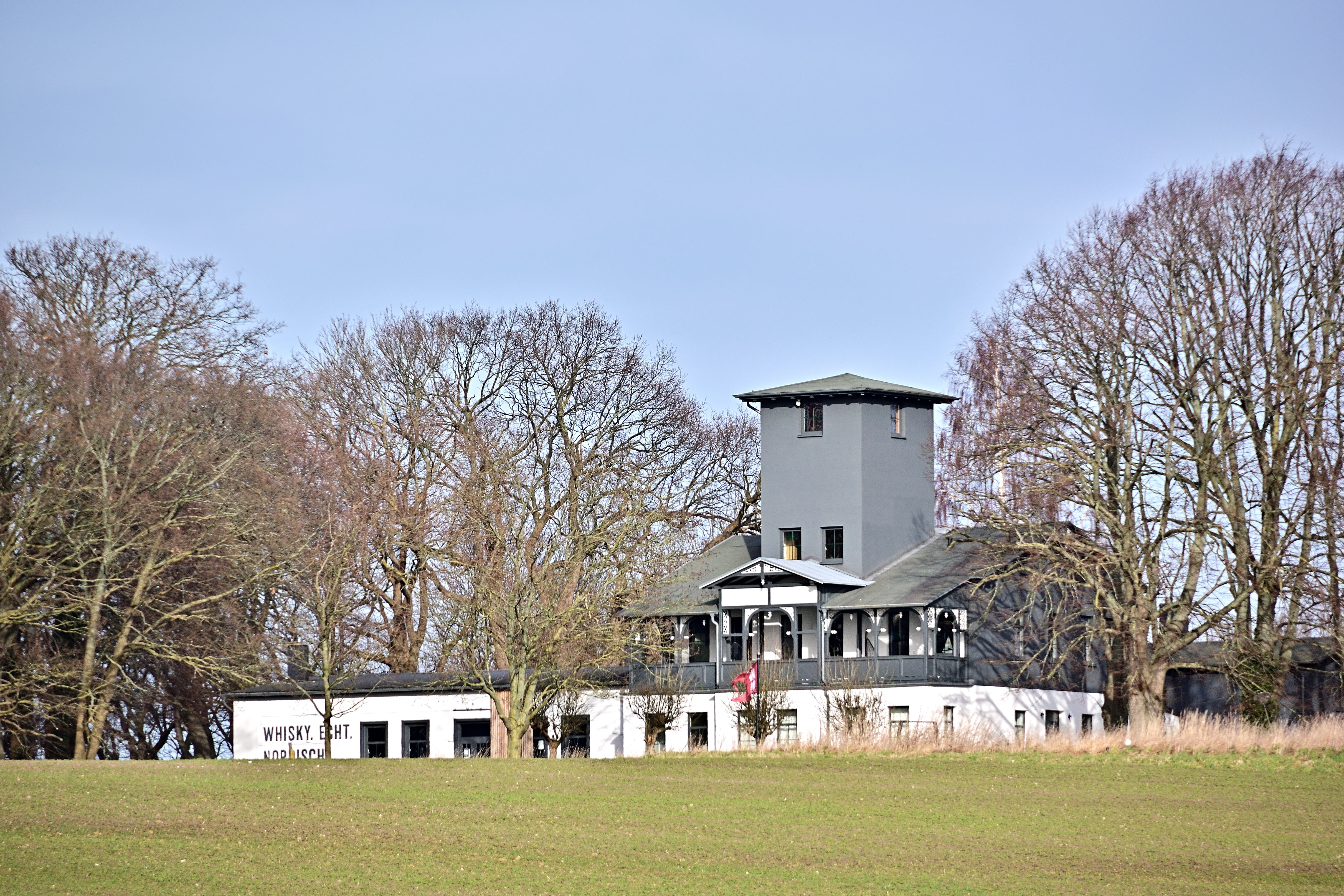
Insel Destillerie Rügen (Halbinsel Reddevitz)

Die Halbinsel Reddevitz, auch das Reddevitzer Höft, ist eine zur deutschen Ostseeinsel Rügen gehörende Landzunge. Diese ist Teil der Halbinsel Mönchgut, mit der sie im Südosten über eine gut 130 Meter breite Landenge verbunden ist. Die Halbinsel ist über vier Kilometer lang und nur 200 bis 500 Meter breit. Im Westen endet sie mit dem Reddevitzer Höft, dessen Name auch für die gesamte Halbinsel verwendet wird. Der Name der Spitze leitet sich vom niederdeutschen „höft“ für „Haupt, Kopf“ ab. Am Höft endet die Halbinsel mit einer über 33 Meter hohen Steilküste. Am östlichen Ende befindet sich die Ortschaft Alt Reddevitz, ein Ortsteil der Gemeinde Mönchgut. 
Nördlich der Halbinsel liegt die Having, im Süden die Hagensche Wiek, im Westen und Südwesten befindet sich der Greifswalder Bodden. 
Die im Biosphärenreservat Südost-Rügen liegende Halbinsel wird größtenteils landwirtschaftlich genutzt. Das Nordufer und die westliche Hälfte des Südufers gehören zum Teilgebiet „Having und Reddevitzer Höft“ des Naturschutzgebiets Mönchsgut.

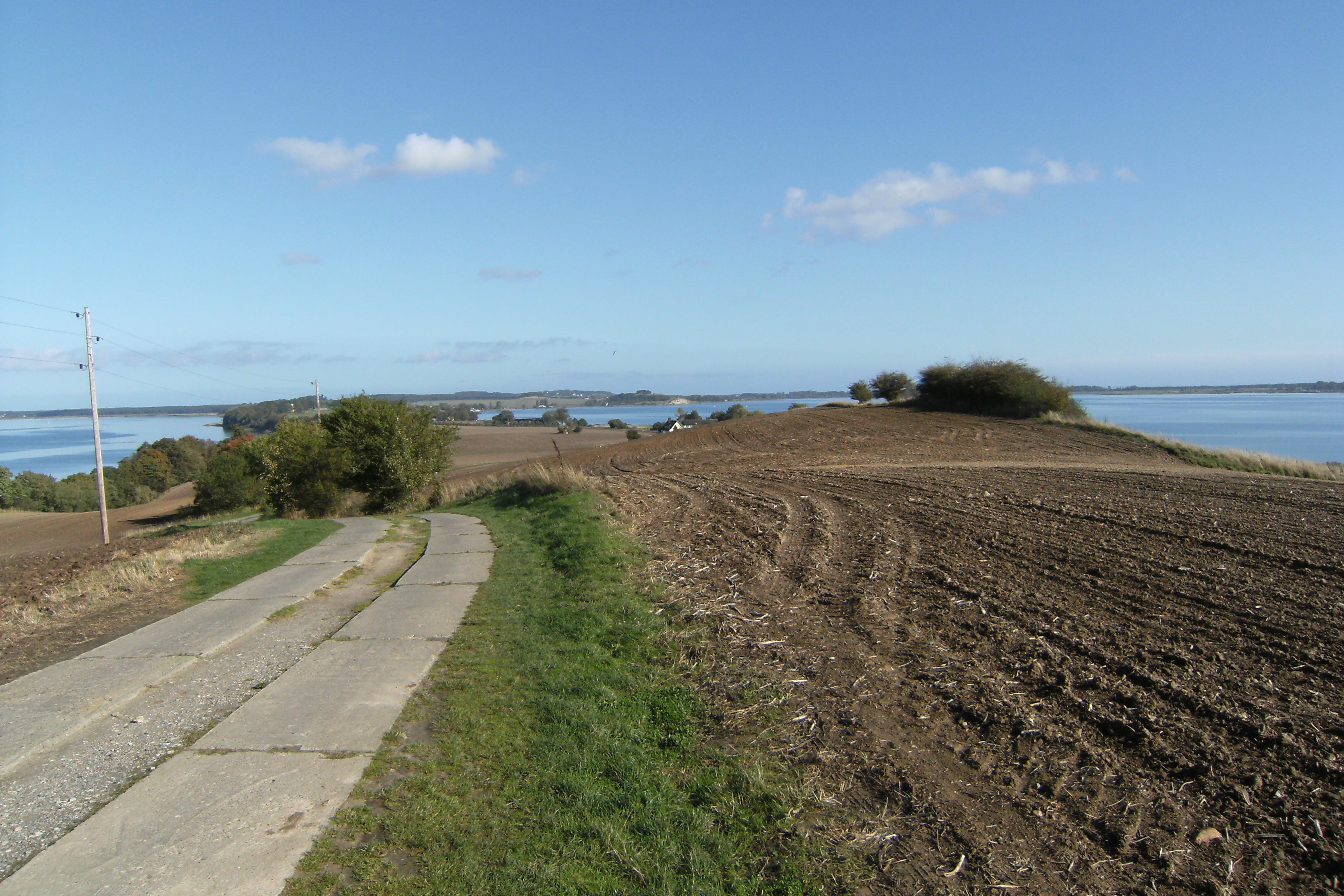
Das Reddevitzer Höft
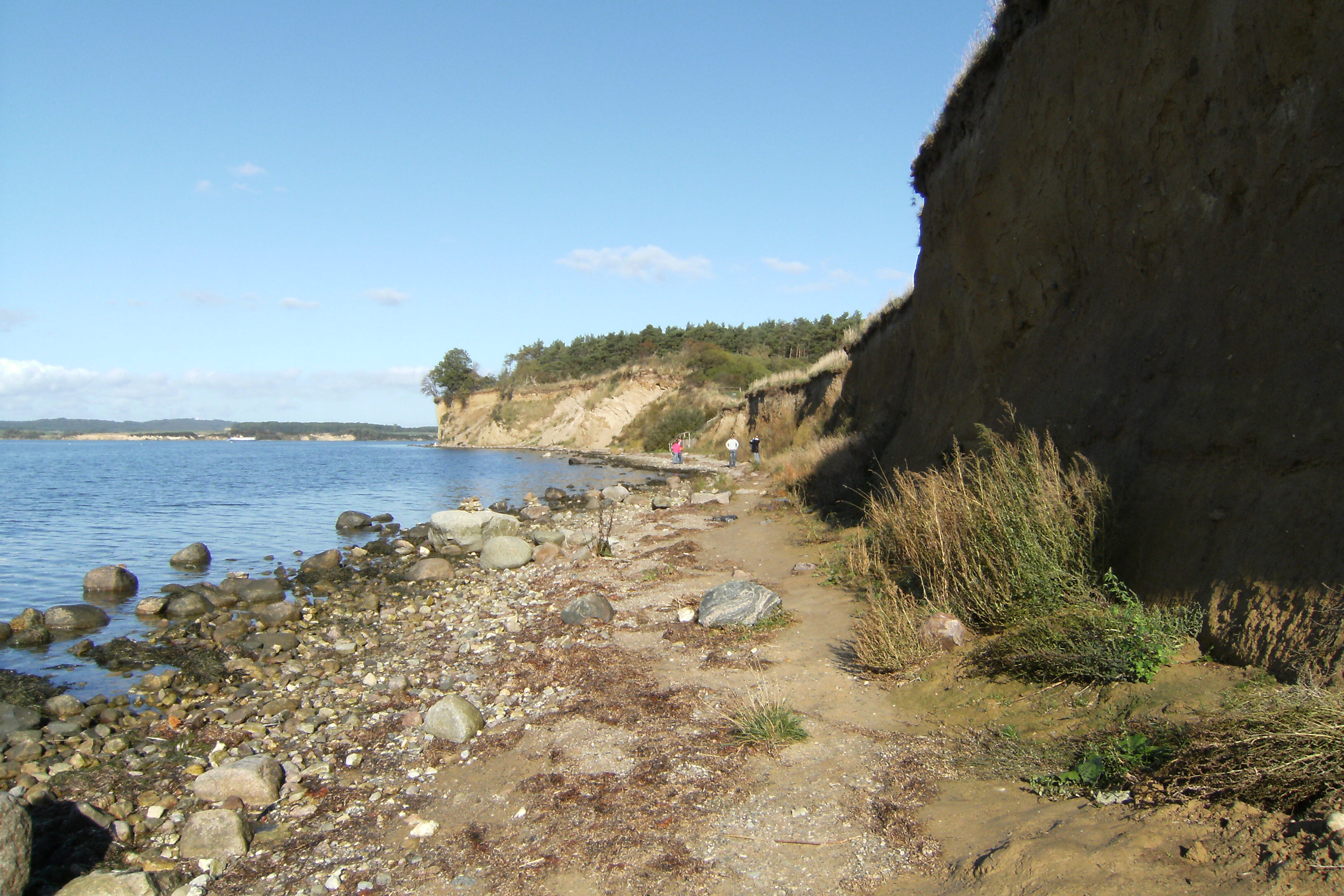
Das Kliff an der Spitze des Reddevitzer Höfts
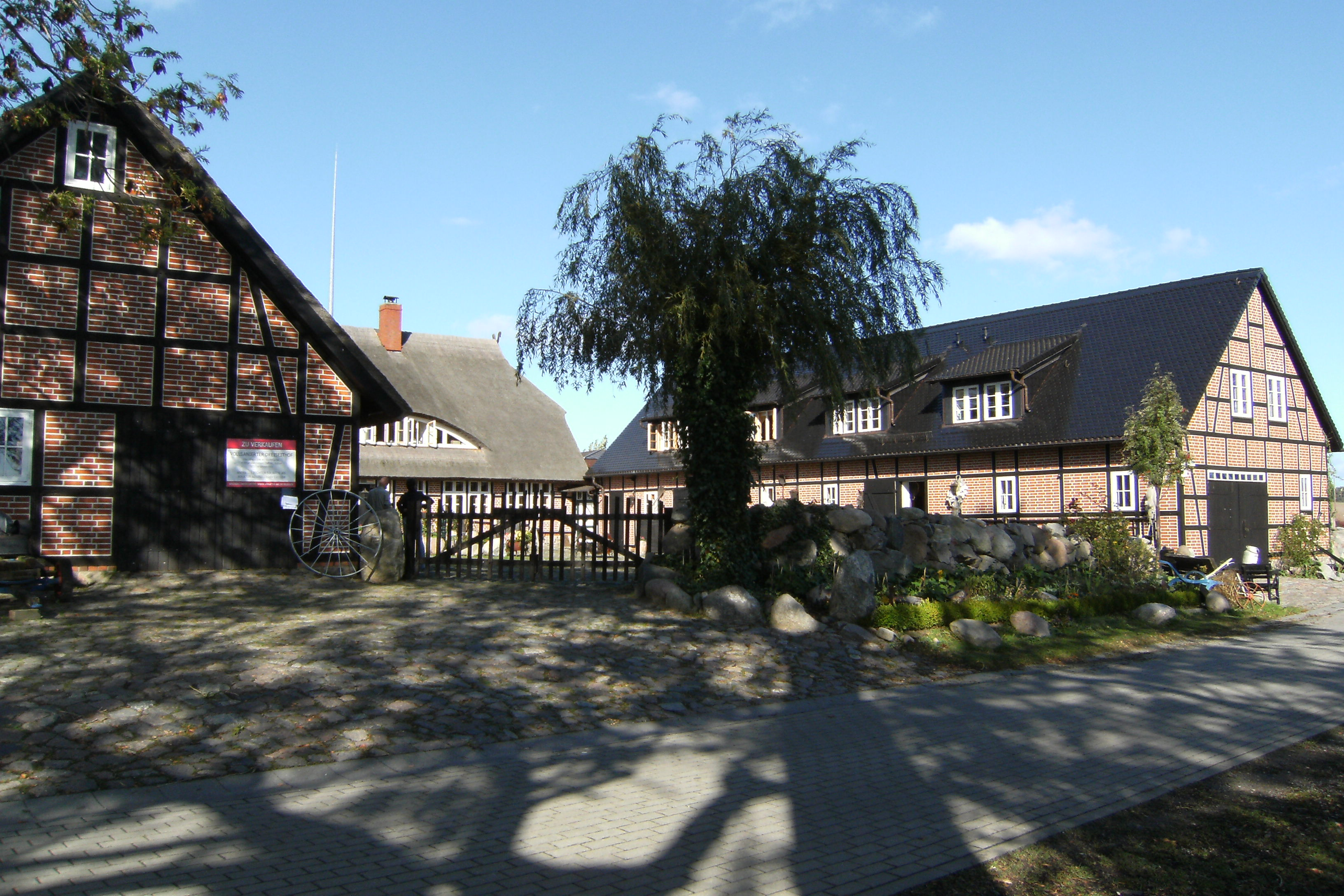
Ein historischer Dreiseithof auf der Halbinsel
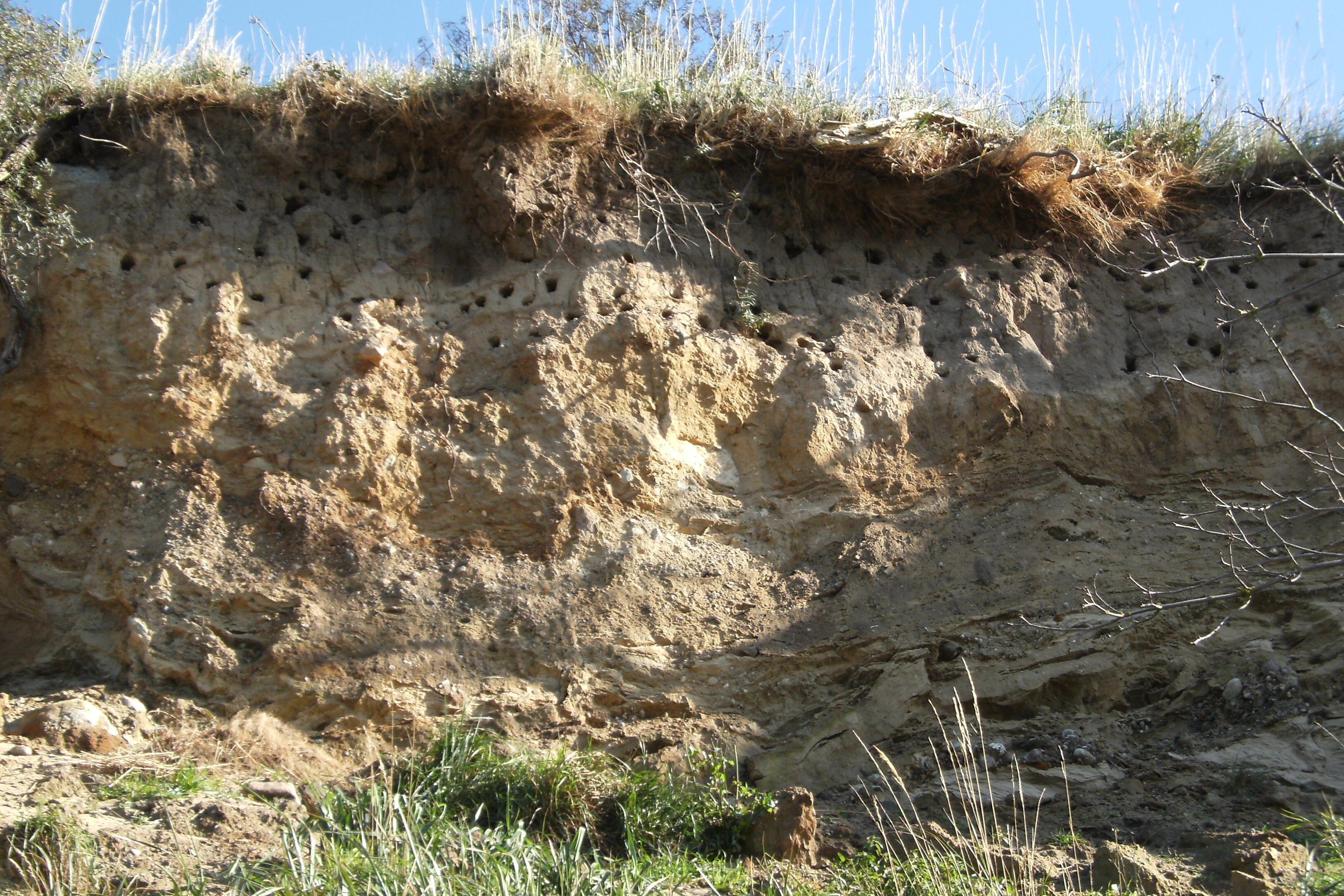
Kolonie von seltenen Uferschwalben